# Fischer Sándor (rabbi)
Fischer Sándor (Regöly, 1852 – ?, 1932. augusztus 4.) gyulafehérvári főrabbi, egyházi író.

## Élete
Talmudi tanulmányait Kismartonban, Pozsonyban és Würtzburgban végezte. A lipcsei és zürichi egyetemeken bölcsészeti tanulmányokat folytatott. Münchenben az Israelitische Frommengesellschaft rabbija volt. 1892-től a gyulafehérvári hitközség főrabbijaként működött. Erdély legtekintélyesebb zsidó tudósainak egyike. 

## Művei
- Emlékbeszéd dr. Kautz Gusztáv arcképének a győri »Olvasó-Egylet« 1908. febr. 2-án történt leleplezése alkalmával. Győr, 1908.

Halachikus művei több folyóiratban jelentek meg.